# Desertoniscus zhelochovtzevi
Desertoniscus zhelochovtzevi är en kräftdjursart som beskrevs av Borutzkii 1945. Desertoniscus zhelochovtzevi ingår i släktet Desertoniscus och familjen Trachelipodidae. Inga underarter finns listade i Catalogue of Life.